# Washington Redskins 1982

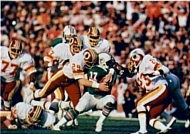
I Redskins contro i Dolphins nel Super Bowl XVII

La stagione 1982 dei Washington Redskins è stata la 51ª della franchigia nella National Football League e la 46ª a Washington. A causa di uno sciopero dei giocatori la stagione fu accorciata a nove partite e non vi furono classifiche di division. Le migliori otto squadre di ogni conference si qualificarono per i playoff e i Redskins con un record di 8-1 ottennero il vantaggio del fattore campo in tutti i playoff della NFC.
Nei playoff i Redskins batterono i Detroit Lions, i Minnesota Vikings e i Dallas Cowboys nella finale della NFC, i quali erano stati l'unica squadra a batterli durante la stagione regolare. Nel Super Bowl XVII contro i Miami Dolphins, una riedizione della finale di dieci anni prima, Washington vinse per 27-17 il primo titolo dopo quarant'anni. Furono così la prima e unica squadra a vincere il Super Bowl dopo avere perso tutte le gare di pre-stagione. Il running back  John Riggins fu nominato MVP della partita stabilendo due record dell'evento: maggior numero di yard corse (166, superato in seguito da un altro giocatore dei Redskins, Timmy Smith) e maggior numero di corse tentate (38). Fu inoltre la sua quarta gara consecutiva nei playoff da oltre 100 yard corse, un altro primato.

## Roster
| Roster dei Washington Redskins nel 1982 |
| --- |
| Quarterback - 7 Joe Theismann - 12 Bob Holly Running Back - 30 Nick Giaquinto - 38 Clarence Harmon - 40 Wilbur Jackson - 44 John Riggins - 25 Joe Washington - 39 Otis Wonsley Wide Receiver - 87 Charlie Brown - 89 Alvin Garrett - 81 Art Monk - 80 Virgil Seay Tight End - 82 Rich Caster - 88 Rick Walker - 85 Don Warren Offensive Linemen - 53 Jeff Bostic C - 63 Fred Dean G - 68 Russ Grimm G - 66 Joe Jacoby T - 73 Mark May G - 71 Garry Puetz T - 74 George Starke T Defensive Linemen - 69 Perry Brooks DT - 65 Dave Butz DT - 77 Darryl Grant - 72 Dexter Manley DE - 76 Mat Mendenhall DE - 75 Pat Ogrin Linebacker - 51 Monte Coleman OLB - 54 Pete Cronan - 55 Mel Kaufman OLB - 50 Larry Kubin - 56 Quentin Lowry - 57 Rich Milot MLB - 52 Neal Olkewicz MLB Defensive Back - 32 Vernon Dean CB - 22 Curtis Jordan - 20 Joe Lavender CB - 46 LeCharls McDaniel - 29 Mark Murphy FS - 21 Mike Nelms FS/KR/PR - 23 Tony Peters SS - 45 Jeris White CB Special Team - 5 Jeff Hayes P - 3 Mark Moseley K |
| Legenda - I rookie sono in corsivo. - Il primo ruolo è il principale mentre gli eventuali successivi indicano i ruoli secondari. - (IR) sta per Injured Reserve ed indica la lista ristretta per un solo giocatore infortunato che può tornare ad allenarsi dopo la settimana 6 e a rientrare in prima squadra dopo che questa ha giocato 8 partite. - (NF-Inj.) / (NF-Ill.) stanno rispettivamente per Non-Football Injured e Non-Football Illness ed indicano le liste dove viene inserito un giocatore che ha un infortunio o una malattia non dipendente dal football americano. - (PUP) sta per Physically Unable to Perform ed indica la lista dove viene inserito un giocatore mentre è in attesa di recuperare la condizione fisica. Nella stagione regolare dopo la sesta partita giocata dalla propria squadra, il giocatore ha tempo tre settimane per riprendere ad allenarsi, più tre settimane aggiuntive dal suo rientro agli allenamenti per rientrare in prima squadra.                              |

## Calendario
| Stagione regolare      |              |                         |               |        |                        |          |         |
| Turno                  | Data         | Avversario              | Risultato     | Record | Stadio                 | Pubblico | Sintesi |
| 1                      | 12 settembre | at Philadelphia Eagles  | V 37–34 (dts) | 1–0    | Veterans Stadium       | 68,885   | Recap   |
| 2                      | 19 settembre | at Tampa Bay Buccaneers | V 21–13       | 2–0    | Tampa Stadium          | 66,187   | Recap   |
| Sciopero dei giocatori |              |                         |               |        |                        |          |         |
| 3                      | 21 novembre  | at New York Giants      | V 27–17       | 3–0    | Giants Stadium         | 70,766   | Recap   |
| 4                      | 28 novembre  | Philadelphia Eagles     | V 13 –9       | 4–0    | RFK Stadium            | 48,313   | Recap   |
| 5                      | 5 dicembre   | Dallas Cowboys          | S 10–24       | 4–1    | RFK Stadium            | 54,633   | Recap   |
| 6                      | 12 dicembre  | at St. Louis Cardinals  | V 12–7        | 5–1    | Busch Memorial Stadium | 35,308   | Recap   |
| 7                      | 19 dicembre  | New York Giants         | V 15–14       | 6–1    | RFK Stadium            | 50,030   | Recap   |
| 8                      | 26 dicembre  | at New Orleans Saints   | V 27–10       | 7–1    | Louisiana Superdome    | 48,667   | Recap   |
| 9                      | 2 gennaio    | St. Louis Cardinals     | V 28–0        | 8–1    | RFK Stadium            | 55,045   | Recap   |

Nota: gli avversari della propria division sono in grassetto.

### Playoff
| Playoff          |            |                       |           |        |             |          |         |
| Turno            | Data       | Avversario            | Risultato | Record | Stadio      | Pubblico | Sintesi |
| Primo turno      | 8 gennaio  | Detroit Lions (8)     | V 31– 7   | 1–0    | RFK Stadium | 55,045   | Recap   |
| Secondo turno    | 15 gennaio | Minnesota Vikings (4) | V 21–7    | 2–0    | RFK Stadium | 54,593   | Recap   |
| NFC Championship | 22 gennaio | Dallas Cowboys (2)    | V 31–17   | 3–0    | RFK Stadium | 55,045   | Recap   |
| Super Bowl XVII  | 30 gennaio | Miami Dolphins (A2)   | V 27–17   | 4–0    | Rose Bowl   | 103,667  | Recap   |

## Classifiche
| National Football Conference |   |   |   |      |     |     |     |
|                              | V | S | P | %    | PF  | PA  | STR |
| Washington Redskins(1)       | 8 | 1 | 0 | .889 | 190 | 128 | V4  |
| Dallas Cowboys(2)            | 6 | 3 | 0 | .667 | 226 | 145 | S2  |
| Green Bay Packers(3)         | 5 | 3 | 1 | .611 | 226 | 169 | S1  |
| Minnesota Vikings(4)         | 5 | 4 | 0 | .556 | 187 | 198 | V1  |
| Atlanta Falcons(5)           | 5 | 4 | 0 | .556 | 183 | 199 | S2  |
| St. Louis Cardinals(6)       | 5 | 4 | 0 | .556 | 135 | 170 | S1  |
| Tampa Bay Buccaneers(7)      | 5 | 4 | 0 | .556 | 158 | 178 | V3  |
| Detroit Lions(8)             | 4 | 5 | 0 | .444 | 181 | 176 | V1  |
| New Orleans Saints           | 4 | 5 | 0 | .444 | 129 | 160 | V1  |
| New York Giants              | 4 | 5 | 0 | .444 | 164 | 160 | V1  |
| San Francisco 49ers          | 3 | 6 | 0 | .333 | 209 | 206 | S1  |
| Chicago Bears                | 3 | 6 | 0 | .333 | 141 | 174 | S1  |
| Philadelphia Eagles          | 3 | 6 | 0 | .333 | 191 | 195 | S1  |
| Los Angeles Rams             | 2 | 7 | 0 | .222 | 200 | 250 | V1  |

## Premi
- Mark Moseley:

MVP della NFL
- John Riggins:

MVP del Super Bowl